# Liste der Naturdenkmäler im Bezirk Reutte
Die Liste der Naturdenkmäler im Bezirk Reutte listet alle als Naturdenkmal  ausgewiesenen Objekte im Bezirk Reutte im Bundesland Tirol auf. Unter den 13 gelisteten Naturdenkmälern befinden sich mit Ausnahme eines Moores und eines Mineralvorkommens ausschließlich Bäume oder Baumgruppen, wobei mehrere Lärchen, Wacholderbäumen und Linden unter Schutz stehen. Die erste Unterschutzstellung der noch vorhandenen Denkmäler erfolgte im Jahr 1933.

## Naturdenkmäler
| Foto |                 | Name                                                  | ID      | Standort                                                     | Beschreibung | Fläche | Datum |
| ---- | --------------- | ----------------------------------------------------- | ------- | ------------------------------------------------------------ | --- | ------ | ----- |
| 0 BW | Datei hochladen | Haselfichte                                           | ND_8_17 | Berwang KG: Berwang GrStNr: 477/8 Standort                   | Die Fichte befindet sich nördlich von Berwang am Weg zur Jägerhütte in 1380 m ü. A. inmitten eines Fichtenwaldes. Sie ist rund 30 Meter hoch, der Stammdurchmesser erreicht ca. 60 Zentimeter. |        | 1983  |
| 1    | Datei hochladen | Winterlinde bei der Martinskapelle                    | ND_8_02 | Ehrwald KG: Ehrwald Standort                                 | Die rund 30 Meter hohe Winter-Linde steht unmittelbar neben der Martinskapelle auf einer Rasenfläche im Zentrum von Ehrwald. Die Unterschutzstellung der ursprünglich ebenfalls geschützten, etwas kleineren Winter-Linde beim Widum neben der Pfarrkirche wurde 2012 widerrufen.                         |        | 1933  |
| 0 BW | Datei hochladen | Wacholderbaum östlich der Johannesbrücke              | ND_8_13 | Forchach KG: Forchach GrStNr: 785/3 Standort                 | Der baumförmig gewachsene Wacholder befindet sich am Waldrand der ehemaligen Schottergrube am Lech. Der in der Nähe des Weges von Forchach nach Rieden stehende zweistämmige Baum ist rund 15 Meter hoch und besitzt eine zypressenförmige Krone.                                                         |        | 1980  |
| 0 BW | Datei hochladen | Ulme                                                  | ND_8_04 | Häselgehr, Häselgehr 111 KG: Häselgehr GrStNr: .471 Standort | Die mehrstämmige Bergulme weist an der gemeinsamen Stammbasis einen Umfang von mehr als sieben Meter auf und ist über 400 Jahre alt. Sie befindet sich neben der Bundesstraße in der Fraktion Ort südlich von Häselgehr bei einem Bauernhaus.                                                             |        | 1934  |
| 0 BW | Datei hochladen | Haselfichte                                           | ND_8_15 | Heiterwang KG: Heiterwang GrStNr: 635/1 Standort             | Die mächtige Haselfichte steht zusammen mit anderen Fichten am Rande einer Lichtung, der sogenannten Gschwendweide. Die Fichte am Forstweg unterhalb der Gürteköpfe erreicht eine Höhe von mehr als 30 Meter und besitzt eine säulenförmige Gestalt mit hängenden Ästen.                                  |        | 1983  |
| 1    | Datei hochladen | Kalzit-Vorkommen am Nordostufer des Heiterwanger Sees | ND_8_11 | Heiterwang KG: Heiterwang GrStNr: 635/10; 991/1 Standort     | Das geschützte Kalzit-Vorkommen befindet sich am Nordostufer des Heiterwanger Sees, wobei die reinen Kalzitkristalle in einigen Schotterrinnen zu finden sind. |        | 1975  |
| 1    | Datei hochladen | Linde                                                 | ND_8_10 | Höfen KG: Höfen Standort                                     | Die mächtige und sehr alte Winterlinde mit über 30 m Höhe und einem dicken Stamm steht direkt neben der Bundesstraße am südlichen Ortsrand von Höfen. |        | 1972  |
| 0 BW | Datei hochladen | Zirbe im Alperschontal                                | ND_8_14 | Kaisers KG: Kaisers GrStNr: 939 Standort                     | Die einzelstehende Zirbe erreicht eine Höhe von rund 15 Metern und ist rund 300 Jahre alt. Sie befindet sich südlich der Vorderen Alperschonalpe unter dem Appenzellkar in einer Höhe von 1980 m ü. A. Der Stamm der Lärche teilt sich knapp über dem Erdreich in drei breit ausladende Äste.             |        | 1980  |
| 0 BW | Datei hochladen | Lärchengruppe bei der Kirche von Kaisers              | ND_8_09 | Kaisers KG: Kaisers GrStNr: 468; 469; 471; 482/3 Standort    | Die Lärchengruppe befindet sich unterhalb der Kirche auf einem Steilhang und besteht aus fünf großen sowie mehreren kleineren Lärchen. Die teilweise über 200 Jahre alten Bäume prägen dabei das Ortsbild von Kaisers.                                                                                    |        | 1969  |
| 1    | Datei hochladen | Zwei Linden im Dorfzentrum von Unterpinswang          | ND_8_16 | Pinswang KG: Unterpinswang GrStNr: 427/1 Standort            | Die Winter-Linden im Dorfzentrum von Unterpinswang befinden sich in einem kleinen Park mit Brunnen. Um die Bäume herum wurden Bänke gebaut. |        | 1983  |
| 1    | Datei hochladen | Lärchengruppe am Osterbichl                           | ND_8_08 | Reutte KG: Reutte GrStNr: 1376/1 Standort                    | Das Lärchenwäldchen befindet sich auf einem Hügel hinter der Weberei Reutte bei der Lechbrücke. Neben alten und jungen Lärchen wachsen auch einige Fichten auf dem Hügel. |        | 1960  |
| 0 BW | Datei hochladen | Salober-Moor westlich der Saloberalpe                 | ND_8_12 | Vils KG: Vils GrStNr: 1398 Standort                          | Das Salobermoor ein nahezu kreisrundes, stark gewölbtes Spirkenhochmoor. Es liegt nordwestlich von Vils unterhalb des Zwölferkopfes auf 1065 m ü. A. und ist von Fichtenwald umgeben. Im Moor befinden sich neben zahlreichen Moorkiefern (Spirken) auch eingetiefte Freiflächen mit Schlenkenvegetation. |        | 1980  |
| 0 BW | Datei hochladen | Wacholderbestand in Errach                            | ND_8_07 | Weißenbach am Lech KG: Weißenbach GrStNr: 4566 Standort      | Die geschützten Wacholderbäume befindet sich westlich der Schwarzwasserbachmündung. Es handelt sich um mehrere einige Meter hohe Wacholderbäume verschiedener Altersstufen. |        | 1960  |
| 0 BW | Datei hochladen | Wacholderbäume                                        | ND_8_18 | Weißenbach am Lech KG: Weißenbach GrStNr: 4566 Standort      | Die 1985 geschützten Wacholderbäume befinden sich einige Buhnen westlich der bereits 1960 unter Schutz gestellten Wacholderbäume. |        | 1985  |

## Ehemalige Naturdenkmäler
| Foto |                 | Name  | ID      | Standort                                      | Beschreibung | Fläche | Datum |
| ---- | --------------- | ----- | ------- | --------------------------------------------- | --- | ------ | ----- |
| 0 BW | Datei hochladen | Linde | ND_8_03 | Häselgehr KG: Häselgehr GrStNr: 3966 Standort | Die mächtige Winterlinde besitzt einen doppelten Stamm und steht neben der neuen Rauthkapelle an der Bundesstraße nördlich von Häselgehr. Die Erklärung zum Naturdenkmal wurde 2015 widerrufen. |        | 1934  |

| Foto:                    | Fotografie des Naturdenkmals. Klicken des Fotos erzeugt eine vergrößerte Ansicht. Daneben finden sich zwei Symbole: \| Weitere Bilder vorhanden \| Das Symbol bedeutet, dass weitere Fotos des Objekts verfügbar sind. Durch Klicken des Symbols werden sie angezeigt. \| \| Eigenes Foto hochladen \| Durch Klicken des Symbols können weitere Fotos des Objekts in das Medienarchiv Wikimedia Commons hochgeladen werden. \| |
| Name:                    | Bezeichnung des Naturdenkmals laut offiziellen Quellen |
| ID                       | Identifikator |
| Standort:                | Es ist die Gemeinde und falls vorhanden die Adresse angegeben. Darunter sind die Katastralgemeinde (KG) und die Grundstücksnummer angeführt. Durch Aufruf des Links Standort wird die Lage des Denkmals in verschiedenen Kartenprojekten angezeigt. |
| Beschreibung             | Kurze Beschreibung des Naturdenkmals |
| Fläche                   | Fläche des Naturdenkmals in Hektar (ha) |
| Datum                    | Datum oder Jahr der Unterschutzstellung |
| Weitere Bilder vorhanden | Das Symbol bedeutet, dass weitere Fotos des Objekts verfügbar sind. Durch Klicken des Symbols werden sie angezeigt. |
| Eigenes Foto hochladen   | Durch Klicken des Symbols können weitere Fotos des Objekts in das Medienarchiv Wikimedia Commons hochgeladen werden. |